# RISB
RISB(Rotter Incomplete Sentences Blank) 또는 로터문장완성검사(Rotter SCT)는 줄리안 로터(Julian B. Rotter)가 개발한 투사적 검사(Projective test)의 심리 테스트이다. 세 가지 형태(다른 연령대 용)로 제공되며 보통 약 1~3개 단어 길이와 채워넣을 빈칸을 갖는 대락 40개 문항의 불완전한 문장들로 구성된다. 다른 문장 완성 테스트(SCT,Sentences Completion Test)와 마찬가지로 수험자(피검자)는 자신의 생각으로 문장을 완성하게 된다.

## 예
- 나는 내가 (       ) 한것을  후회한다.
- 대부분의 여자들은 남자들에게 (      )인것(한것) 같다.

## 같이 보기
- MSCT (Miner Sentence Completion Test)